# Phyllophaga nepida
Phyllophaga nepida är en skalbaggsart som beskrevs av Saylor 1941. Phyllophaga nepida ingår i släktet Phyllophaga och familjen Melolonthidae. Inga underarter finns listade i Catalogue of Life.